# Bumerang (TV-program)
Bumerang var ett nutidshistoriskt inriktat lekprogram i SVT som sändes under perioden 23 april 1999-2 maj 2003. och leddes av Pernilla Månsson Colt.

## Upplägg
Två lag bestående av kändisar tävlade mot varandra, och fick se ihopsatta kortfilmer om olika händelser, till exempel film, musik, krig, politik, sport och TV-serier, från olika årtal, främst från 1950 och framåt. Bland priserna fanns bland annat gamla skivor.
Videofilmerna inleddes alltid med en bild på en grammofonskiva eller  CD-skiva (beroende på tidsperiod) började snurra, och en för året populär schlager-hitlåt spelades upp, samtidigt som kortfilmen började rulla. Det gällde sedan för deltagarna att först gissa vilket årtal filmerna handlade om, och sedan svara på delfrågor om detta årtal.
Programserien spelades in i flera omgångar inför en livepublik i SVT Malmös stora studio. Orkestern som spelade i studion hette En svensk TV-orkester.